# 绒毛崖豆
绒毛崖豆（学名：Millettia velutina）是豆科崖豆藤属的植物，是中国的特有植物。分布于中国大陆的贵州、云南、广西、湖南、广东等地，生长于海拔500米至1,700米的地区，多生长在山坡以及旷野杂木林中，目前尚未由人工引种栽培。